# Kanton Betton
Kanton Betton (francouzsky Canton de Betton) je francouzský kanton v departementu Ille-et-Vilaine v regionu Bretaň. Tvoří ho čtyři obce.

## Obce kantonu
- Betton
- La Chapelle-des-Fougeretz
- Montgermont
- Saint-Grégoire